# 豊浜大橋
豊浜大橋（とよはまおおはし）は、広島県呉市の豊島と大崎下島を繋ぐ橋。

## 概要
1992年11月供用開始。県の「大崎下島地区広域営農団地農道整備事業」により建設された農道橋である。本州と安芸灘諸島を8つの橋で結ぶ安芸灘諸島連絡架橋の一つであり通称「安芸灘4号橋」で、大崎下島広域農道の一部を構成する。
欄干のレリーフに県鳥であるアビが細工されている。豊島側の橋の下が豊島漁港にあたる。また大崎下島側には日本一のジャングルジムがある架橋記念公園が整備されている。
トラス橋であり、最大支間長240.0mは2014年現在で国内第9位の長さになる（境水道大橋と同位）。同年現在の県内においては蒲刈大橋に次ぐ県内第2位のトラス橋である。
橋脚に関して、豊島漁港があるため狭い海峡に大きな橋脚を用いた場合、航路占有幅が大きくなり航行の妨げになることから、一般的な鉄筋コンクリート製橋脚では分厚くなるため薄くできる鋼製橋脚（ベルタイプ基礎）が採用された。また先に竣工した蒲刈大橋と全く同じ形式の橋であり工事にもその技術が活かされ、架橋工法や橋脚設置工法とも蒲刈と同じフローティングクレーンを用いた一括工法が採用されている。

## 諸元
- 橋長 : 543.0m[1][2]
- 最大支間長 : 240.0m[1]
- 幅員 : 車道5.5m + 歩道1.5m[1]
- 航路限界 : 23.0メートル[1]
- 上部工形式 : 3径間連続下曲弦プラットトラス橋[1]

## 架橋記念公園
大崎下島側にある、豊浜大橋架橋を記念して整備された約3万m2の運動公園。
見どころは高さ13.2m×幅15.5mある日本一のジャングルジムである。豊島瀬戸に面して作られており、登ると橋や海峡を一望できる。その他、多目的グランド、ゲートボール場、テニスコート、芝生公園が整備されている。無料駐車場は約20台分。

## ギャラリー

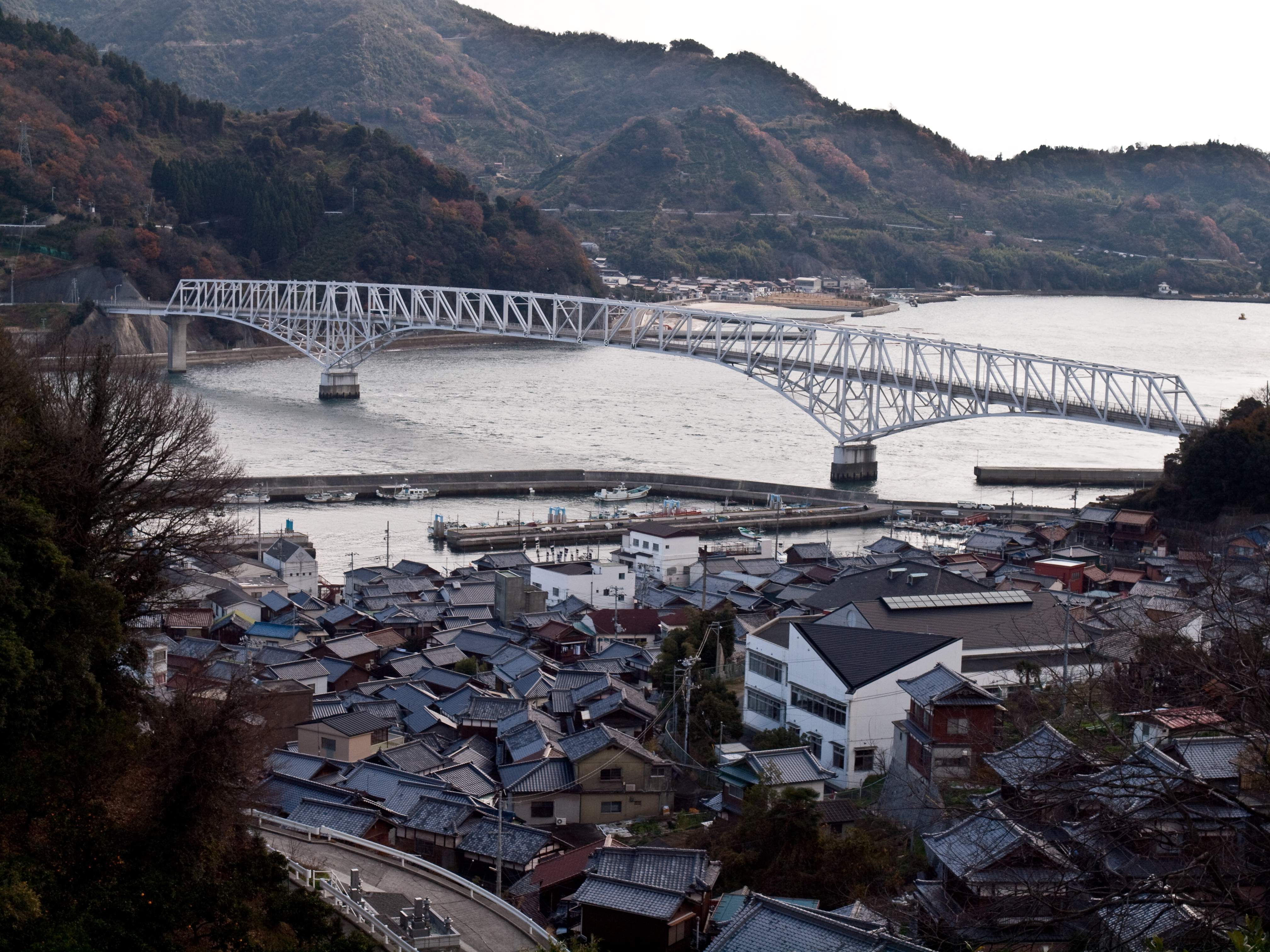
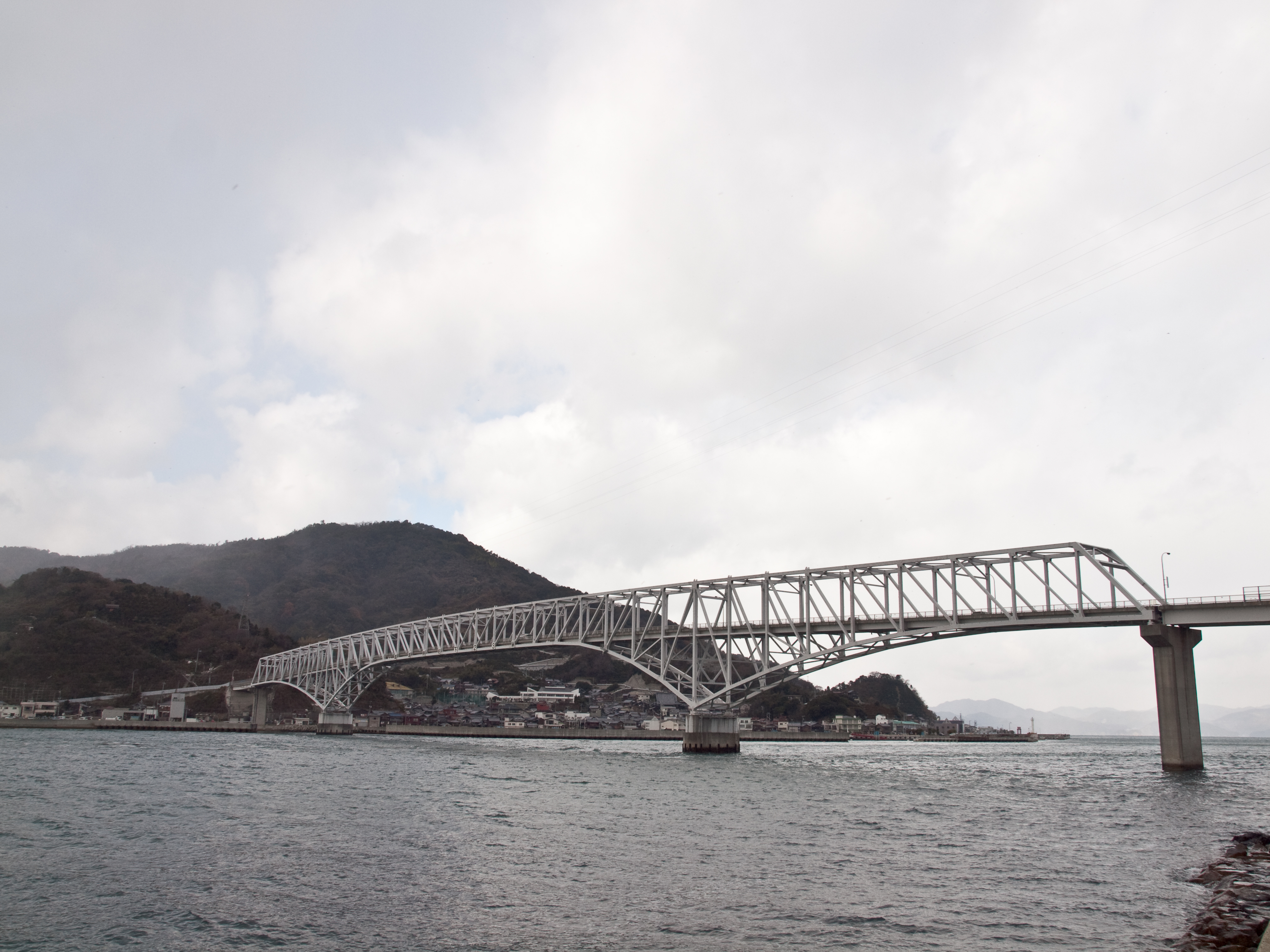
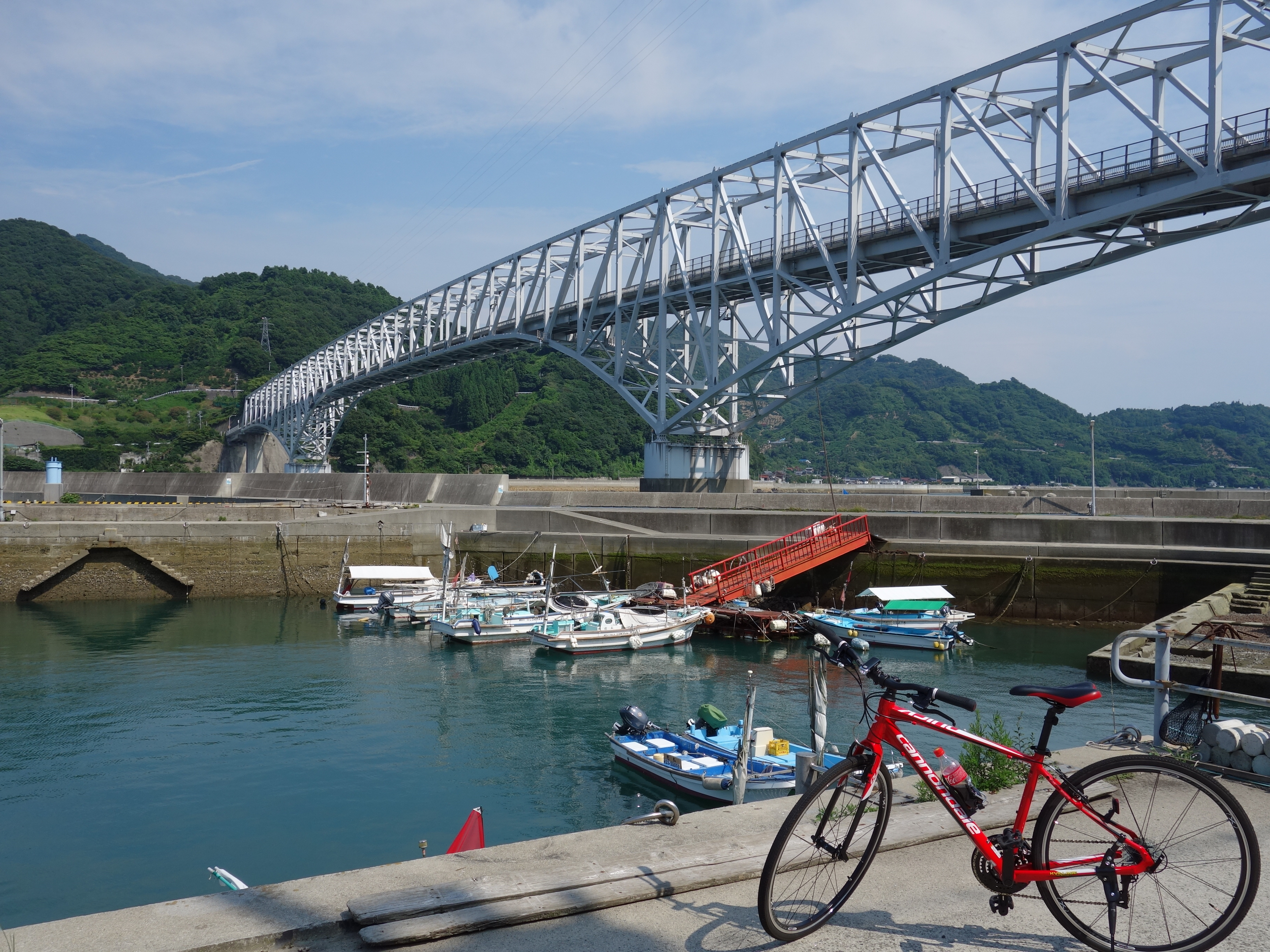
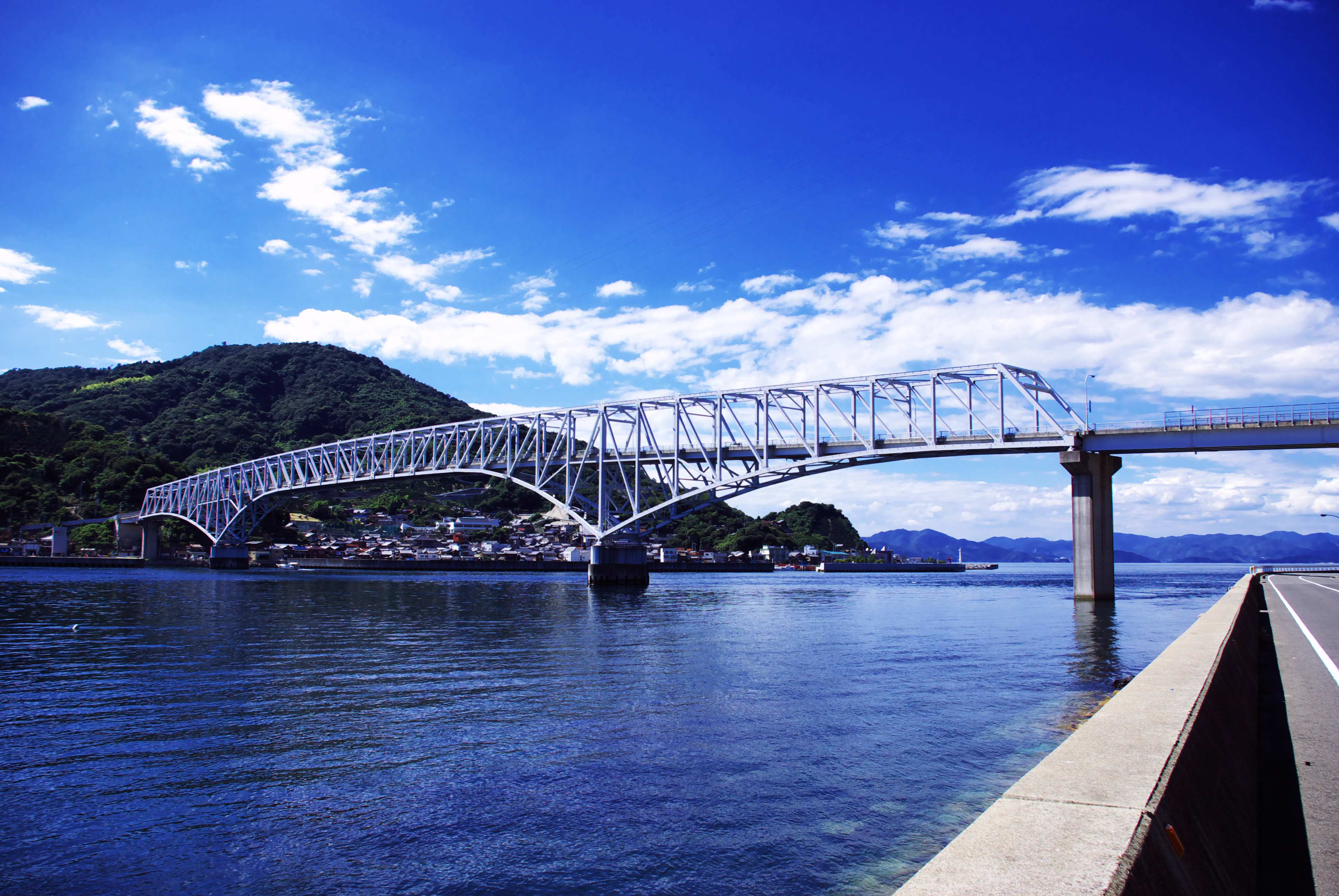
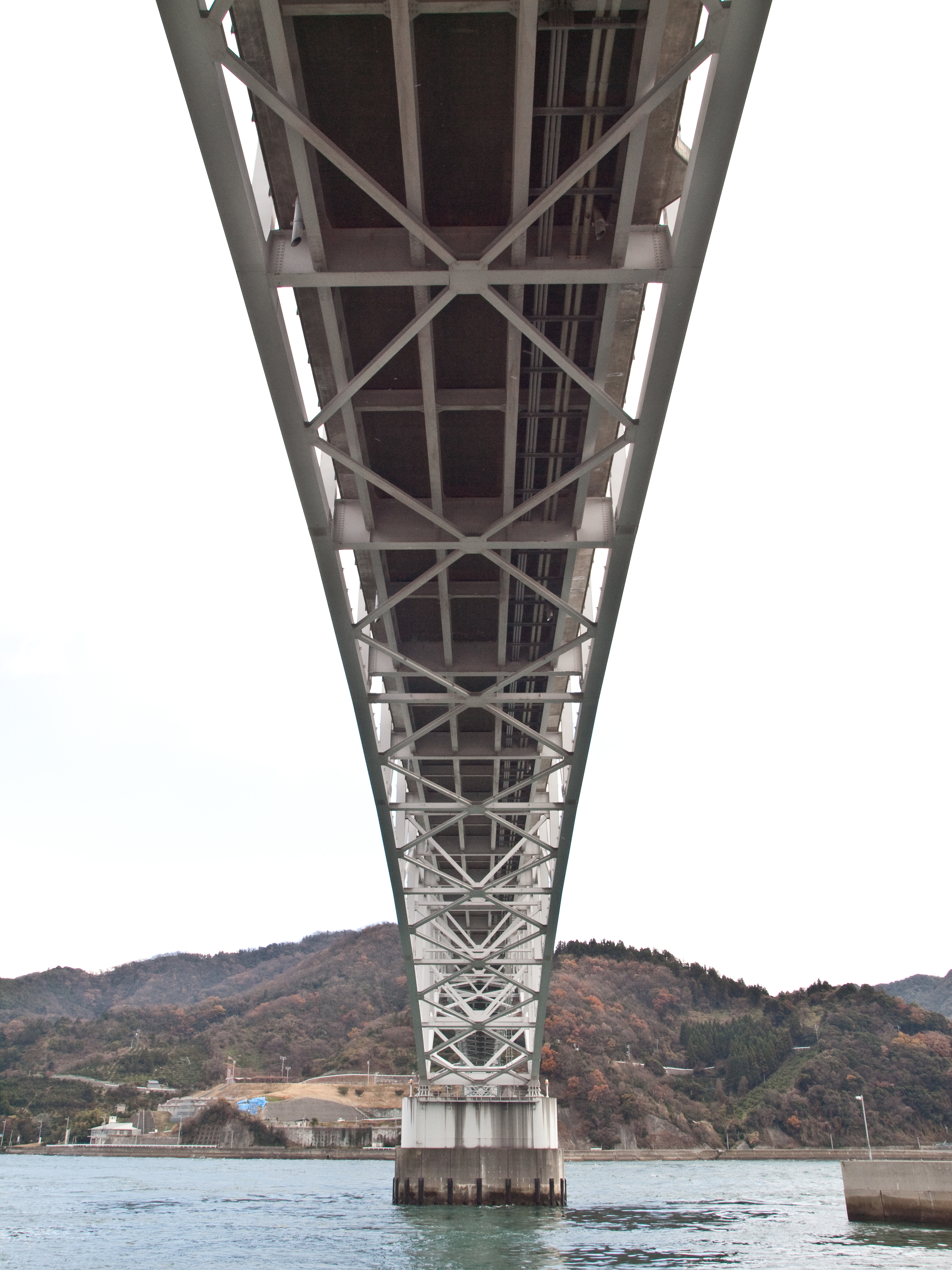
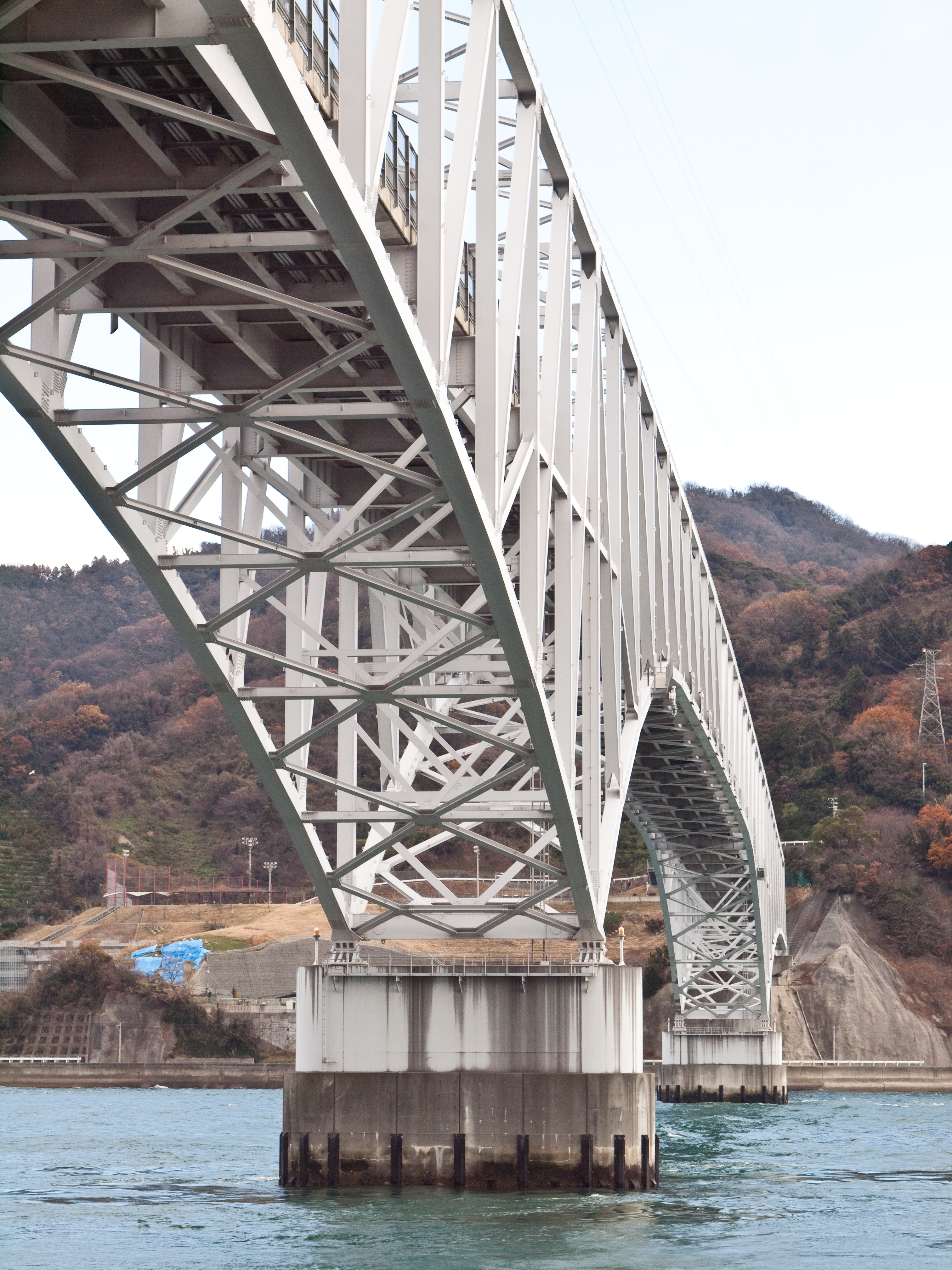

## 参考資料
- 豊浜大橋 - ひろしま観光ナビ